# الگوریتم ویتربی با خروجی نرم
الگوریتم خروجی نرم ویتربی (SOVA) نوعی از الگوریتم ویتربی است.
SOVA با الگوریتم اصلی الگوریتم ویتربیویتربی تفاوت دارد، زیرا از یک متریک مسیر اصلاح شده استفاده می‌کند که احتمالات پیشینی نمادهای ورودی را در نظر می‌گیرد و یک خروجی نرم را نشان می‌دهد که قابلیت اطمینان تصمیم را دارد.
اولین قدم در SOVA انتخاب مسیر بازمانده، عبور از یک گره منحصر به فرد در هر لحظهٔ t. از آنجا که هر گره دارای ۲ شاخه است که در آن هم‌گرا هستند (که یک شاخه برای شکل‌گیری مسیر بازمانده انتخاب شده و دیگری دور انداخته می‌شود)، تفاوت در معیارهای شاخه (یا هزینه) بین شاخه‌های منتخب و دور انداخته نشانگر میزان خطا در انتخاب است.
این هزینه در کل بازهٔ متحرک حساب شده‌است (معمولاً برابر است با حداقل ۵ طول محدودیت)، که برای نشان دادن اندازه‌گیری خروجی نرم قابلیت اطمینان از تصمیم بیت سخت الگوریتم ویتربی است.